# Região Geográfica Imediata de São Carlos
A Região Geográfica Imediata de São Carlos é uma das 53 regiões imediatas do estado brasileiro de São Paulo, uma das duas regiões imediatas que compõem a Região Geográfica Intermediária de Araraquara e uma das 509 regiões imediatas no Brasil, criadas pelo IBGE em 2017.
É composta por 9 municípios, tendo uma população estimada pelo IBGE para 1.º de julho de 2019, de 521 170 habitantes e uma área total de 5 149,786 km².

## Municípios
A RGI de São Carlos é composta por nove municípios. Os valores populacionais indicados na tabela abaixo referem-se às estimativas do IBGE para 1º de julho de 2020.
| Município                  | População | Área      |
| -------------------------- | --------- | --------- |
| Descalvado                 | 33 910    | 753,706   |
| Dourado                    | 8 878     | 205,874   |
| Ibaté                      | 35 472    | 290,978   |
| Itirapina                  | 18 387    | 564,603   |
| Pirassununga               | 76 877    | 727,118   |
| Porto Ferreira             | 56 504    | 244,906   |
| Ribeirão Bonito            | 13 299    | 471,553   |
| Santa Rita do Passa Quatro | 27 600    | 754,141   |
| São Carlos                 | 254 484   | 1 136,907 |
| Total                      | 525 411   | 5 149,786 |